# Lijst van rijksmonumenten in Wehl
De plaats Wehl telt 8 inschrijvingen in het rijksmonumentenregister. Hieronder een overzicht.
| Object | Oorspronkelijke functie?  | Bouwjaar                           | Architect | Locatie                   | Coördinaten?                  | Nr.?   | Afbeelding        |
| --- | ------------------------- | ---------------------------------- | --------- | ------------------------- | ----------------------------- | ------ | ----------------- |
| Boerderij 'De pol'                                                                                                | Boerderij                 |                                    |           | Groenestraat 4            | 51° 57' 36" NB, 6° 13' 23" OL | 38663  | Upload foto       |
| Boerderij 'De negelaar' in schoon metselwerk opgetrokken, midden-19e-eeuwse boerderij van het middenlangsdeeltype | Boerderij                 |                                    |           | Mgr Hendriksenstraat 25   | 51° 58' 3" NB, 6° 9' 44" OL   | 38664  | Upload foto       |
| R.K. Sint Martinuskerk (St. Maarten)                                                                              | Kerk en kerkonderdeel     |                                    |           | Kerkplein 1               | 51° 57' 42" NB, 6° 12' 39" OL | 38665  | Meer afbeeldingen |
| Pastorie | Kerkelijke dienstwoning   |                                    |           | Kerkplein 4               | 51° 57' 42" NB, 6° 12' 36" OL | 38666  | Meer afbeeldingen |
| Bernadette | Industrie- en poldermolen | 1861                               |           | Kerkhofweg 12             | 51° 58' 2" NB, 6° 10' 56" OL  | 38667  | Meer afbeeldingen |
| Oud hagelkruis | Vanwege onderdelen kerk   |                                    |           | Leemkuilseweg tegenover 4 | 51° 57' 30" NB, 6° 12' 5" OL  | 38668  | Meer afbeeldingen |
| Stoomtimmerfabriek met aangrenzend woonhuis                                                                       | Industrie                 | 1908                               |           | Stationsstraat 30a        | 51° 57' 28" NB, 6° 12' 50" OL | 515567 | Meer afbeeldingen |
| Huis Broekhuizen                                                                                                  | Woonhuis                  | ca. 1860 (voorganger uit 13e eeuw) |           | Broekhuizerstraat 8       | 51° 58' 0" NB, 6° 12' 55" OL  | 515568 | Huis Broekhuizen  |